# Krang (Marvel Comics)
El Señor de la Guerra Krang es un personaje ficticio que aparece en los cómics estadounidenses publicados por Marvel Comics. Él era un soldado de alto rango del ejército atlante.

## Historial de publicación
El Señor de la Guerra Krang apareció por primera vez en Fantastic Four Annual # 1 (1963), y fue creado por Stan Lee y Jack Kirby.

## Biografía ficticia
El Señor de la Guerra Krang nació en Atlantis City, Atlantis. Se convirtió en un líder de los militares atlantes y el señor de la guerra de la Atlántida, que se destacó durante el tiempo en el que desapareció Namor, el Príncipe de la Atlántida. A la vuelta de Namor, la futura esposa de Krang, Lady Dorma, lo abandonó por Namor, trayendo un gran odio hacia Namor por parte de Krang. Poco después, cuando Namor intentó conquistar la ciudad de Nueva York, convirtió a Krang en su segundo al mando. Sin embargo, los Cuatro Fantásticos combatieron el primer ataque y Namor detuvo la invasión para salvar a Sue Storm de los Cuatro Fantásticos. Sintiendo que Namor había traicionado a su propia gente para salvar a un enemigo, Krang se enfureció aún más y después de que los Atlantes abandonaron la Atlántida, tomó el control y usurpó el trono de la Atlántida de Namor. Krang encarceló a Namor y obligó al príncipe a demostrar que estaba en una búsqueda para encontrar el tridente de Neptuno, que además era difícil debido a las trampas colocadas por Krang. Mientras tanto, Krang planeaba una conquista del mundo de la superficie, gobernaba a Atlantis como un déspota y sofocaba una revuelta contra su gobierno. Cuando Namor regresó, derrotó a Krang en combate personal. Krang fue destronado y exiliado.
Krang, ahora un criminal profesional, a través del Amo de las Marionetas, puso a Behemoth en contra de Namor. Mientras Namor estaba ocupado, Krang regresó a Atlantis y engañó a Lady Dorma para que renovara su compromiso y lo acompañara al mundo de la superficie, además de engañar a Namor para que creyera que lo había traicionado y se había ido voluntariamente. Huyendo al mundo de la superficie con Dorma, entraría en conflicto con el vengador acorazado Iron Man y fomentaba una batalla entre Namor y Iron Man. En una batalla con Krang, Namor fue infligido con amnesia temporal. Krang usó la tecnología atlante para crear una marejada en Manhattan. Sin embargo, Namor finalmente se recuperó, capturando a Krang y derrotándolo en combate personal. Namor lo encarceló, exiliándolo una vez más. Cuando Byrrah, el primo malvado de Namor, tomó el trono de Atlantis e invitó a Krang a disfrutar de su posición anterior, Krang formó una alianza con Byrrah y Attuma. Sin embargo, esto duró poco y pronto Krang se vio obligado a huir una vez más cuando el plan de Byrrah falló.
Después de esto, intentaría robar la Corona Serpiente, un objeto poderoso, que lo haría casi invencible. Sin embargo, estos esfuerzos fueron frustrados por Namor y el Capitán América (que en ese momento se llamaba Nómada). Krang estaba completamente loco. Cuando Namor pasó mucho tiempo en el mundo de la superficie aliado con el Doctor Doom, Krang una vez más tomó el control de Atlantis. Robando el Cuerno de Trompeta de Namor, convocó a la gran bestia Gargantus, para derrotar al Namor que regresaba, pero fue derrotado por el Príncipe, mientras que su aliado, el Dr. Doom, golpeó a Krang a una pulgada de su vida con un neuro-shock espada.
Poco después de alterar su fisiología a través de los medios tecnológicos de la Montaña Wundagore, Krang ha sido reclutado como miembro de los Defensores.
El señor de la guerra Krang aparece más tarde como uno de los atlantes que viven en la base de los X-Men, Utopía.

## Poderes y habilidades
Krang tiene todos los poderes inherentes a los miembros de la raza atlante, incluida la fuerza sobrehumana. Está adaptado para vivir bajo el agua, tiene agallas que le permiten respirar bajo el agua, puede nadar a altas velocidades y su cuerpo es resistente a la presión y el frío de los océanos profundos. Su visión especialmente desarrollada le permite ver claramente en las oscuras profundidades del océano.
Originalmente, podía sobrevivir solo por 9 minutos fuera del agua, a menos que use un suero especial que le brinde la capacidad de respirar aire, lo que cambia su piel de azul a rosa. Este químico le permitió respirar el aire de la superficie a través de sus pulmones (aunque al usarlo pierde temporalmente su capacidad de respirar bajo las olas). A menudo llevaba un casco de respiración lleno de agua para operar en tierra. Su resistencia, agilidad y reflejos se redujeron cuando salía del agua.
Krang más tarde cambió su propia fisiología a través de medios tecnológicos para permitirse respirar agua y aire indefinidamente. Este procedimiento también parece haber eliminado la limitación de sus capacidades físicas cuando se encontraba fuera del agua y, de alguna manera, ha fortalecido su fuerza personal en un grado aún desconocido.
Krang usa atuendo militar atlante convencional sobre una armadura corporal de una composición no especificada. Él maneja una espada con carga eléctrica conocida como una cuchilla de neuro-choque, y una pistola atlante estándar disparando explosiones de fuerza de conmoción. Lleva un casco de batalla especialmente diseñado y una armadura corporal sobre un escudo de cofre electrorrepelente y guanteletes de acero forjado equipados con nudillos electrónicos. A veces usa otros artículos que usualmente ha robado, como el Cuerno de Trompeta y la Corona Serpiente. En su exilio, controla un ejército formado por restos de los ejércitos de Byrrah y Attuma, así como algunos hombres de la superficie.

## Otras versiones

### House of M
En la realidad de House of M, el señor de la guerra Krang fue mostrado como ayudante de Namor.

## En otros medios

### Televisión
- El Señor de la Guerra Krang apareció en la parte de Namor de The Marvel Super Heroes, con la voz de Paul Kligman.[12]
- El Señor de la Guerra Krang aparece en la serie de los Cuatro Fantásticos episodio "Ahí viene el Sub-Marinero" con la voz de Neil Ross.[12]

### Videojuegos
- El Señor de la Guerra Krang aparece en Marvel: Ultimate Alliance, con la voz de Fred Tatasciore.[12] Es miembro de los Maestros del Mal del Doctor Doom. Es visto guardando un emitor sónico junto a Byrrah (que lo llama su primo) luego de que Attuma y Tiburón Tigre toman Atlantis. Si el jugador no consigue los ingredientes para curar a Namor, Krang tomará el trono y ordenará a los atlantes que roben armas nucleares para librar una guerra contra la superficie.